# Verónica Perales
Verónica Perales Blanco (Madrid, 2 de mayo de 1974) es una artista hipermedia española. La constante presencia en su obra de las temáticas del reconocimiento de la individualidad animal, del deterioro medioambiental o del cambio climático hacen de ella una representante del arte ecofeminista. Su trabajo artístico se caracteriza por planteamientos que hibridan técnicas  tradicionales y tecnologías emergentes, apuntando a formatos transmedia. 

## Biografía
Realizó sus estudios de Bellas Artes en la Universidad de Castilla-La Mancha, doctorándose en el año 2005 en esa misma Universidad. Actualmente es profesora en Facultad de Bellas Artes de la Universidad de Murcia. Como artista invitada, ha realizado numerosos talleres en Francia, México y Portugal. También ha escrito sobre educación para la creatividad.  Colabora con GPS Museum. Vinculada a la  fórmula tripartita arte/tecnología/ecología, afirmó su  trayectoria artística como cofundadora del colectivo Internacional Transnational Temps. En el marco del trabajo de este colectivo, desarrolla obras que denuncian la pérdida de biodiversidad, los vínculos entre el mercado de la tecnología y la desaparición de especies y los efectos del cambio climático, entre otros.     

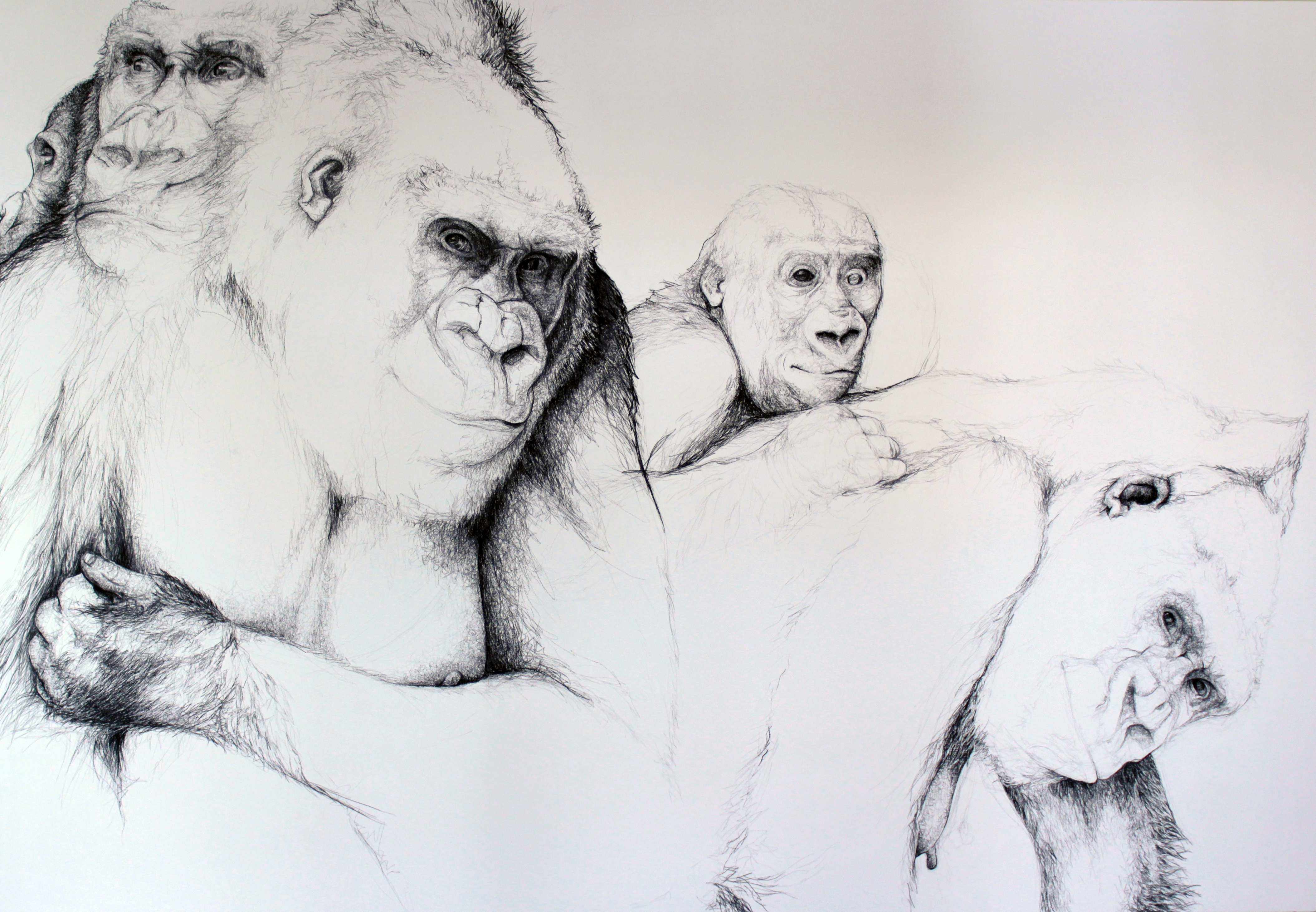
Gorilas en femenino

Entre el 2009-2011 realizó  los retratos de todas las gorilas hembra recluidas en Zoos  españoles, obras de gran formato a carboncillo sin fijar -tan frágiles como sus protagonistas-, que fueron mostradas  bajo el título Grandes Simios en femenino. Sobre esta obra, se ha afirmado:  "La artista hipermedia Verónica Perales se acerca al tema del sufrimiento animal desde la perspectiva del proceso creativo y el desarrollo de la obra Grandes Simios en Femenino, un trabajo realizado por la autora entre 2009 y 2011. Este proyecto, de marcado carácter ecofeminista, utiliza el dibujo como herramienta de individuación y hace emerger cuestiones como la unicidad de los miembros de cada familia y especie, el carácter mecanicista de la relación que tenemos con los demás animales y el paralelismo entre la invisibilidad de las hembras no humanas y las humanas a lo largo de la Historia."   Este empeño en superar  la falta de visibilidad de las homínidas continúa desarrollándose en su siguiente obra _ La Odisea de la otra mitad (de la especie) _  que puede ser descrita como un estudio y contrapropuesta gráfica al  imaginario tradicional que ha ilustrado la historia de la Humanidad. El objetivo perseguido por la artista es que, en este segundo milenio, la prehistoria deje de ser un relato exclusivamente protagonizado por individuos del sexo masculino, integrando la presencia activa de las mujeres y de las hembras no humanas en el campo de visión y en la conciencia.

## Obras
- Novus Extinctus (Transnational Temps, 2000)[8]
- Eco-Scope (Transnational Temps, 2006)[9]
- Wildlife offline (Transnational Temps, 2007)[10]
- Simio Mobile (Transnational Temps, 2008)[11]
- Safari Urbis (Transnational Temps, 2010-2011)[12]
- Grandes Simios en femenino (Verónica Perales, 2009-)[5]
- La Odisea de la Otra Mitad (de la especie) (Verónica Perales, 2013)[7]
- Ad feminarum (Verónica Perales, María Esparza)[13]
- Ponte mis ojos (2017)